# Peter Krause (acteur)
Peter William Krause (Alexandria (Minnesota), 12 augustus 1965) is een Amerikaans acteur.
Krause studeerde af aan Gustavus Adolphus College in 1987 en behaalde vervolgens een master (Master of Fine Arts) aan de New York University (1990). Hij werkte naast zijn studie als barman in New York.
Krause speelde sinds 1987 in een aantal films en televisieseries. Hij kreeg meer bekendheid door zijn langer lopende rollen als Casey McCall in de comedy Sports Night (1998-2000) en als Nate Fisher in Six Feet Under (2001-2005). Voor zijn rol in Six Feet Under, werd hij meerdere keren genomineerd voor een Emmy Award en de Golden Globe. In 2003 en 2004 won hij hiervoor een Screen Actors Guild Award. In 2007-2008 speelde hij een hoofdrol in de serie Dirty Sexy Money, die echter wegens tegenvallende kijkcijfers van de buis werd gehaald. Van 2010 tot 2015 speelde hij een hoofdrol in de serie Parenthood. Vanaf 2018 speelde hij een van de hoofdrollen in de serie 9-1-1 (commandant Bobby Nash).